# Regina

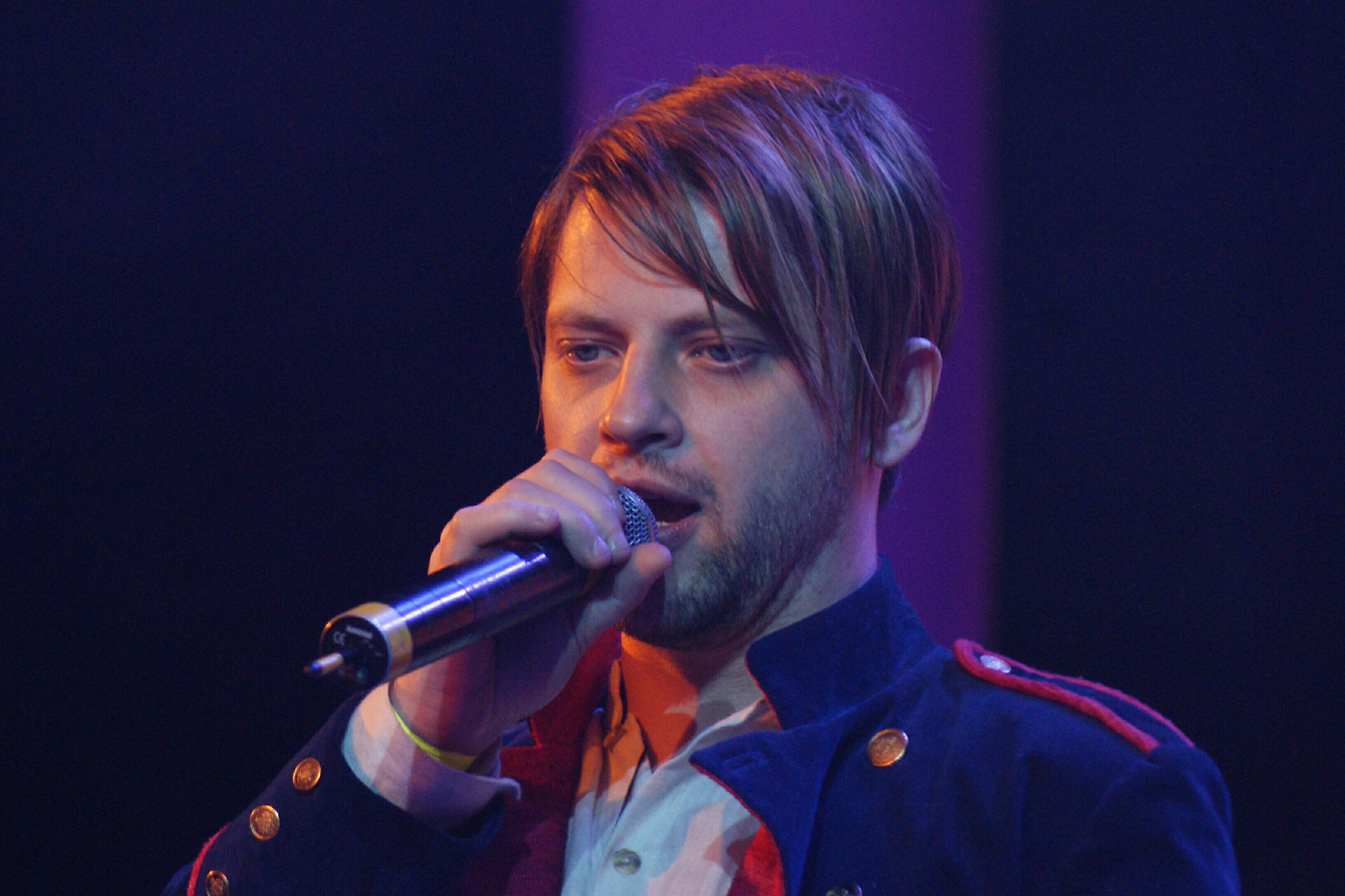
Davor Ebner 2009

Regina — боснійський гурт, учасник Пісенного конкурсу Євробачення 2009 року (м. Москва).

## Історія
Гурт було створено у 1990 році у Сараєво. Того ж року вийшов перший альбом, який був написаний під впливом творчості U2. Пісні «Spavaj» (Спи), «Ne pitaj me» (Не питай мене) та «Kao nekad ona» (Як колись вона) швидко стали хітами на території усієї Югославії. Regina видає ще один альбом, а потім оригінальний склад розпадається у зв'язку із громадянською війною у Боснії та Герцеґовині.
З 1992 по 1999 рік гурт виступав під лідерством Александара Човіча. Гурт із Ацо та новими учасниками випускає ряд альбомів у Белграді. Після 2000-го року Човіч та Ебнер працюють над сольними проектами, які залишилися в тіні успіху колишньої Реґіни. Початковий склад відновився у 2006-ому році.

## Євробачення
Згідно з рішенням боснійського національного журі, гурт Regina представив Боснію та Герцеговину на Євробаченні 2009, де виконав пісню Bistra Voda [Архівовано 31 березня 2010 у Wayback Machine.] (укр. Чиста вода).
Реґіна пройшла відбір у першому півфіналі (125 балів, 3-тє місце) і посіла 9-те місце у фіналі, отримавши 106 балів. (Найвищу оцінку — 12 балів — поставили Хорватія, Чорногорія та Сербія).

## Дискографія
- 1990 — Regina
- 1991 — Ljubav nije za nas
- 1992 — Regina
- 1993 — Jedino ono što imam da dam
- 1994 — Oteto od zaborava
- 1995 — Pogledaj u nebo (як Regina Made in Sarajevo)
- 1995 — Godine lete
- 1997 — Ja nisam kao drugi
- 1999 — Kada zatvorim oči
- 2000 — Devedesete (збірка)
- 2004 — Koraci (як Aco Regina)
- 2005 — Kako voljeti (як Davor Ebner i Gruntibugli)
- 2006 — Sve mogu ja
- 2009 — Vrijeme je